# Nelly Gaierová
Nelly Gaierová, rodným jménem Cornélia Gaierová (3. října 1908 Hradec Králové – 30. října 1995 Praha) byla česká zpěvačka (alt a mezzosoprán) a herečka.

## Život
Narodila se v rodině rakouského důstojníka a klavíristky. Od dětství projevovala hudební nadání stejně jako její matka i oba její sourozenci, kteří byli výbornými muzikanty. Původně chtěla být tanečnicí a baletkou, ale nakonec na Pražské konzervatoři vystudovala u prof. Doubravky Branbergerové zpěv. Po absolutoriu školy v roce 1930 vystupovala na různých operních i operetních scénách, nejprve hrála zpívala v Ostravě (1931 – 1932), poté v Plzni (1932 – 1934), od roku 1935 až do konce svého života působila v Praze. Kromě Velké pražské operety během 2. světové války hrála v holešovické Uranii, po válce pak v Divadle 5. května, v Divadle W+V, nakonec 34 let působila v Hudebním divadle v Karlíně. Mezi její zdejší nejslavnější role vytvořené v tomto divadle patří Dolly Leviová ve známém muzikálu Hello Dolly, paní Pearcová v muzikálu My Fair Lady nebo slečna v muzikálu Kabaret.
Kromě zpěvu se jednalo i o výbornou herečku s dobrou dikcí, která si zahrála od roku 1935 i v několika desítkách českých filmů. Mezi její nejvýraznější hlavní role patří snímek Hvězda z roku 1969 (režie Jiří Hanibal) a český film Konečná stanice z roku 1981 (režie Jaroslav Balík). Uplatnila se i v rozhlase a v dabingu.
Byla provdaná za filmového podnikatele Josefa Valentu, po roce 1934 vystupovala i pod jménem Nelly Valentová .

## Filmové a divadelní role

### Divadelní role, výběr
- 1956 Florimond Hervé: Mamzelle Nitouche, Corinna–primadona, Státní divadlo v Karlíně, režie Oldřich Nový

### Filmografie
- 1995 Příliš hlučná samota (role – dáma ve vlaku, režie Věra Cais, hlavní role Philippe Noiret)
- 1994 Divadelní román (TV inscenace, role neurčena)
- 1993 Pomalé šípy (TV seriál, role neurčena); Svatba upírů (role – stará baronka); Zkouška paměti (role – slepá stařena)
- 1992 Praha (role neurčena); Zamilovaná (TV film, role – babička)
- 1990 Takmer ružový príbeh (TV film, role – Klára)
- 1989 Přiměřená večeře (TV film, role neurčena); Dobrodružství kriminalistiky (TV seriál, role – Klára Grosbyová)
- 1988 Žhavé tajemství (role – hotelový host)
- 1987 O nejchytřejší princezně (TV inscenace, role – hraběnka); Šašek a královna, role – dvořan, režie Věra Chytilová, hlavní role Bolek Polívka a Chantal Poullain)
- 1986 Kámen a růže (TV inscenace, role neurčena); Velká filmová loupež (role – herečka); Zkrocení zlého muže (role – Nelly)
- 1985 Fešák Hubert (role baronka Bramberková(; Třetí patro (TV seriál, role –pronajímatelka)
- 1984 Sanitka (TV seriál, role – sousedka Vávrová)
- 1983 Ples v opeře (TV inscenace, role – Palmira Beaubuisson); Létající Čestmír (TV seriál, role – Otylka, sestra profesora Langmajera)
- 1982 Setkání v Paříži role Selma Rabbinowitz
- 1982 Šílený kankán (role – hraběnka, režie Jaroslav Balík); Velký případ malého detektiva a policejního psa Kykýna (TV film)
- 1981 A na konci je začátek (TV inscenace, role – herečka); Konečná stanice (role – bývalá zpěvačka Sandra Kálajová)
- 1980 Orfeus v podsvětí (TV inscenace, role – veřejné mínění); V hlavní roli Oldřich Nový (vystupuje sama za sebe)
- 1979 Bakaláři, povídka Zástava (TV seriál, role - dáma); Švec Janek v pohádkové zemi (TV inscenace, role – babička)
- 1978 Já už budu hodný, dědečku! (role – teta Dita)
- 1977 O líném Honzovi (TV inscenace, role – sudička); Třešňová babička (TV seriál)
- 1976 Čas lásky a naděje (role – Nosticová); Ivanka a Marijka (TV inscenace, role – medvědice); Třicet případů majora Zemana (TV seriál, role – vedoucí závodu Elegant), Nezbedná pohádka (TV inscenace, role – moudrá sudička)
- 1975 Sarajevský atentát (role Langusová); Ženitba (TV inscenace)
- 1974 Hračičkové a drak (TV inscenace, role neurčena); Jak se Honza učil bát (TV inscenace, role – babička)
- 1972 Vinobraní (TV film, opereta Oskara Nedbala, role – Sofia Mikolič), Z pohádky do pohádky (TV film, role – královna)
- 1970 Pan Tau (TV seriál)
- 1969 Hvězda (role – Alena, Slávčina přítelkyně)
- 1967 Dita Saxová (role – Werliová)
- 1964 Půjčovna talentů (TV film, role – žena v kavárně)
- 1959 Ošklivá slečna (role – barmanka Božena, režie Miroslav Hubáček, hlavní role Karel Höger a Dana Medřická)
- 1958 Co řekne žena (role – dáma s psíkem)
- 1957 Snadný život (role – Landová)
- 1955 Z mého života (role – Taxisová, režie Václav Krška, hlavní role Karel Höger)
- 1954 Stříbrný vítr (role – Staňková, režie Václav Krška, hlavní role Eduard Cupák)
- 1952 Anna proletářka (role – dáma ze společnosti); Slovo dělá ženu (role – Jakubcová)
- 1950 Poslední výstřel (role – Apolénka); Vstanou noví bojovníci (role – manželka správce velkostatku)
- 1948 Křížová trojka (role – Rosa, Lebedova žena)
- 1947 Nevíte o bytě? (role – Rybová); Parohy (role – věštkyně Sybila)
- 1944 U pěti veverek (role – přítelkyně paní Filomény)
- 1943 Čtrnáctý u stolu (role – Holá); Šťastnou cestu (role – milenka Pepi Hodka, režie Otakar Vávra, hlavní role Adina Mandlová); Tanečnice (role – Zpěvačka u Maxima v Paříži)
- 1939 Její hřích (role – Carmen)
- 1935 Klub tří (role – Daria Rovinská)

V dalších filmech vystupovala Nelly Gaierová jako dabérka nebo zpěvačka.

## Rozhlas
- 1962 Lev Nikolajevič Tolstoj: Plody vzdělanosti 1962, Československý rozhlas, role: Anna Pavlovna Zvědincevová, připravil: Sergej Machonin, režie: Jiří Roll.

## Ocenění
- 1968 Vyznamenání za vynikající práci
- 1969 titul zasloužilá umělkyně
- 1993 Cena Thálie za celoživotní mistrovství v operetě
- 1993 cena SENIOR PRIX za celoživotní uměleckou činnost od Nadace Život umělce [3]